# Câmera instantânea

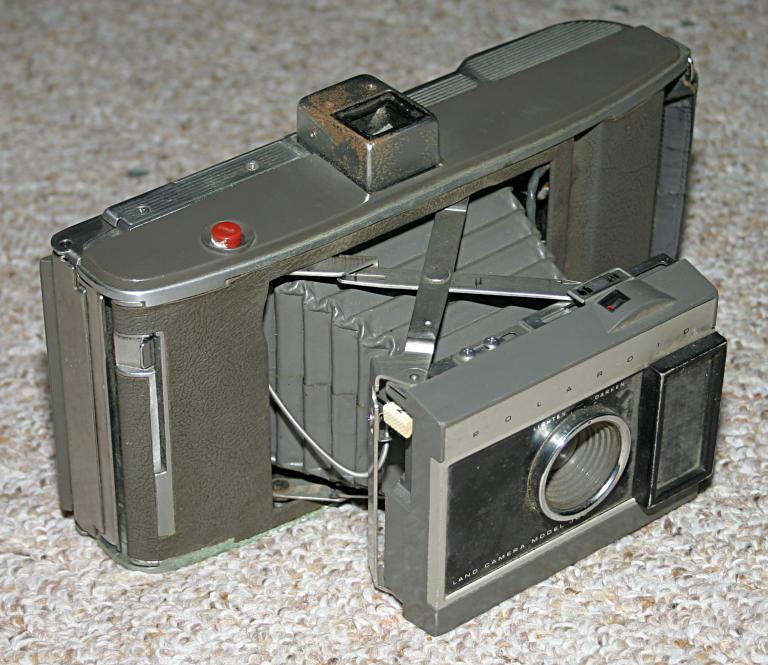
Polaroid modelo J66

Uma câmera instantânea é uma câmera que usa filme auto-revelador para criar uma impressão quimicamente desenvolvida logo após tirar a foto. A Polaroid Corporation foi pioneira (e patenteou) em câmeras instantâneas e filmes amigáveis ao consumidor, e foi seguida por vários outros fabricantes.

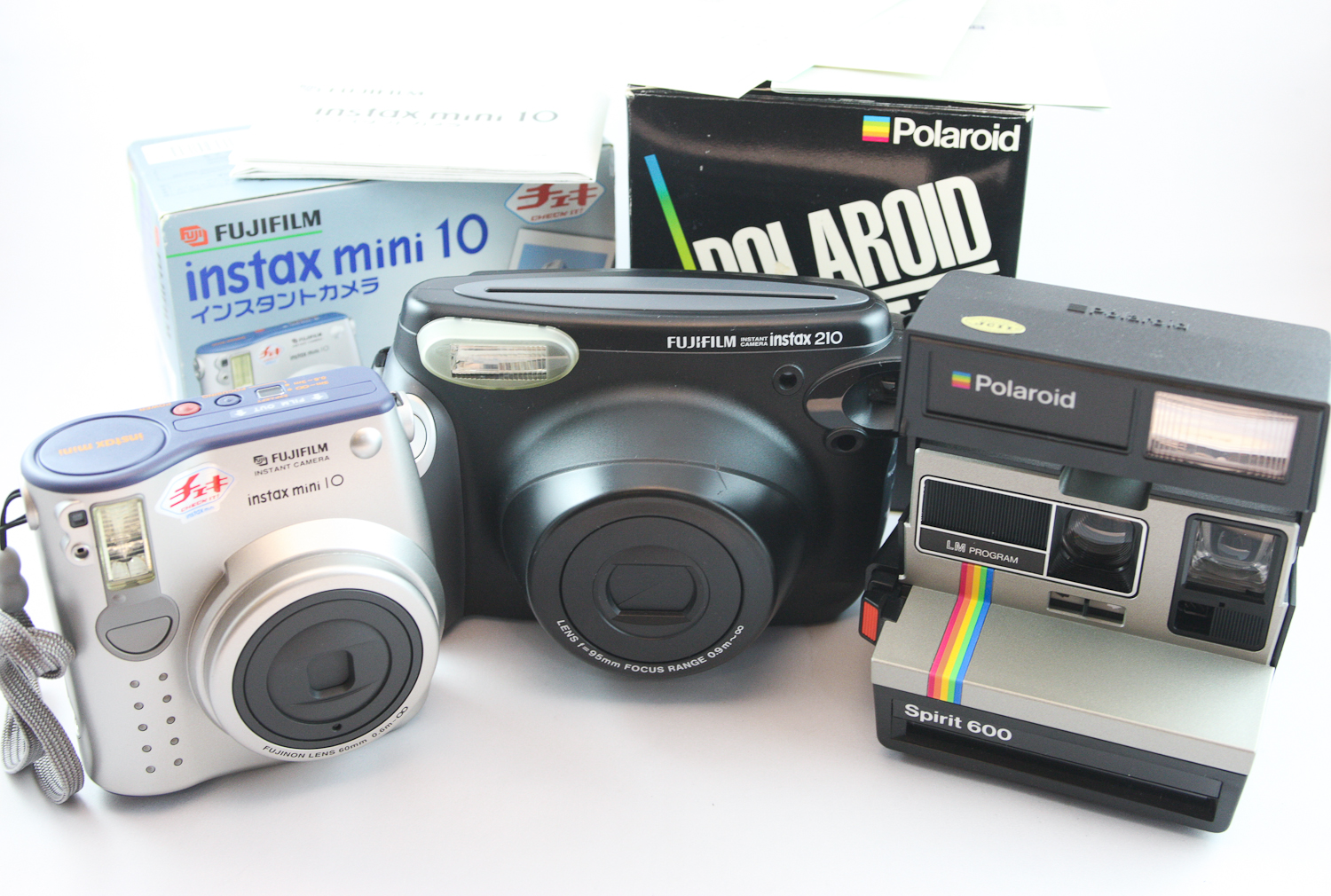
Uma Polaroid e duas câmeras instantâneas Fujifilm com filme

A base da tecnologia é de um químico húngaro, Rott Andor. Sua invenção, a fotografia positiva direta, também conhecida como DTR (Diffusion Transfer Reversal) foi patenteada em 1939. Com o processo DTR, a superfície ou objeto fotografado aparece imediatamente como um positivo, que é uma imagem correspondente aos tons escuros e claros do original. Ao desenvolver a imagem, o fixador e o material revelador estão presentes ao mesmo tempo, e interagem imediatamente.
A invenção de câmeras instantâneas comercialmente viáveis que eram fáceis de usar é geralmente creditada ao cientista americano Edwin Land, que revelou a primeira câmera instantânea comercial, o modelo 95 Land Camera, em 1948, um ano depois que ele revelou o filme instantâneo em Nova York.

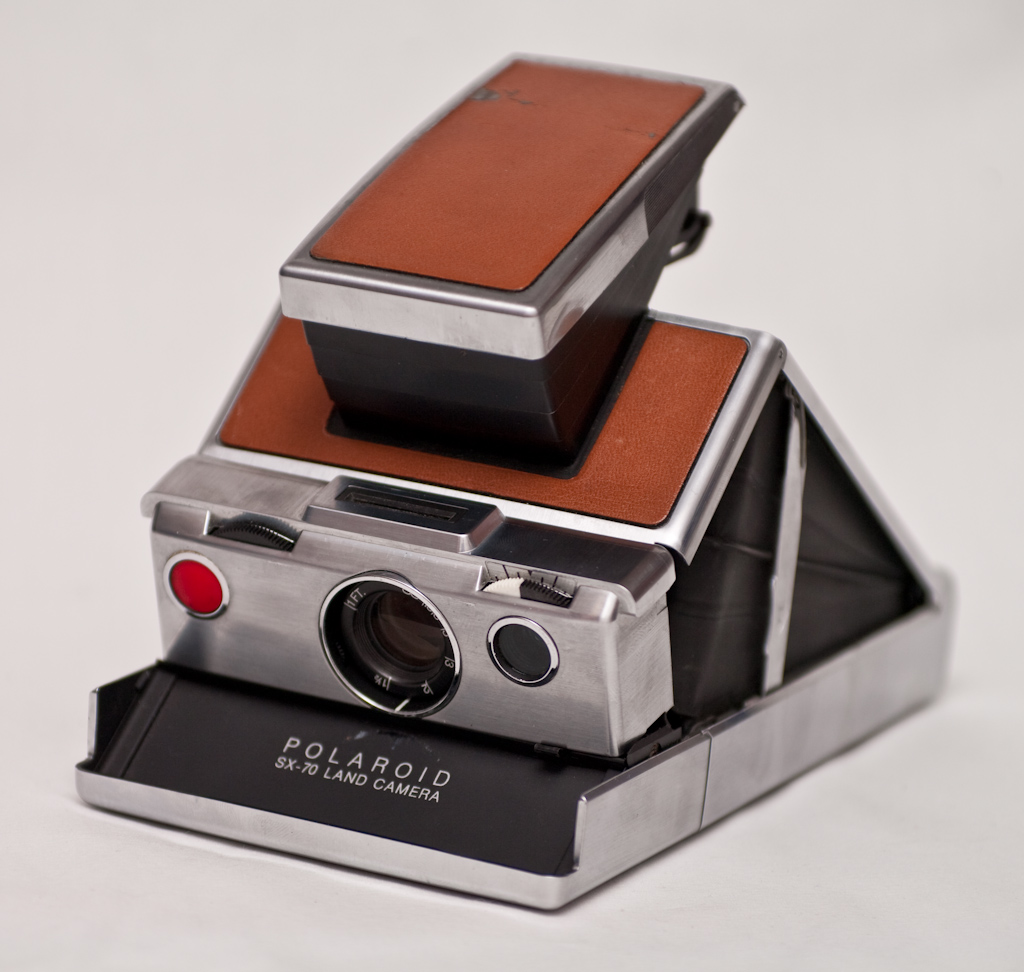
Polaroid SX-70

Em fevereiro de 2008, a Polaroid entrou com pedido de proteção contra falência do Capítulo 11 pela segunda vez e anunciou que interromperia a produção de seus filmes e câmeras instantâneas, fecharia três fábricas e demitiria 450 trabalhadores.  As vendas de filmes analógicos por todos os fabricantes caíram pelo menos 25% ao ano na primeira década do século 21. Em 2009, a Polaroid foi adquirida pela PLR IP Holdings LLC, que usa a marca Polaroid para comercializar vários produtos, muitas vezes relacionados a câmeras instantâneas. Entre os produtos que comercializa estão uma câmera instantânea Fuji Instax da marca Polaroid e várias câmeras digitais e impressoras portáteis.

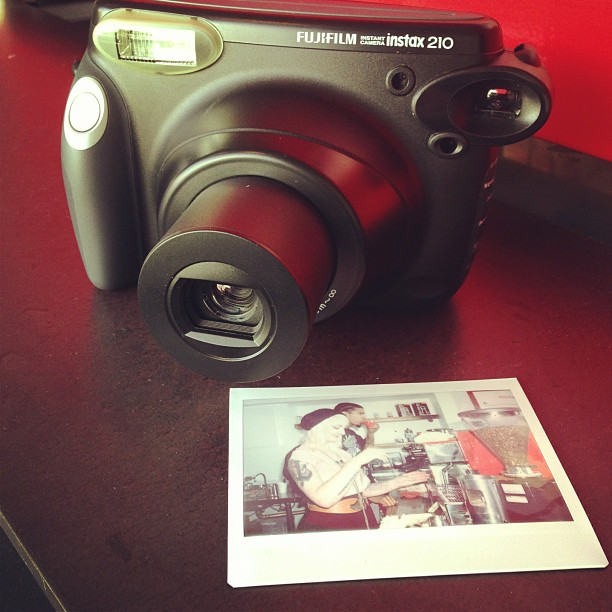
Fujifilm Instax 210 com fotografia instantânea

A partir de 2017, filme continua a ser feito pela Polaroid B.V. (anteriormente o Projeto Impossível) para vários modelos de câmera Polaroid, e para o formato de 8×10 polegadas.  Outras marcas, como Lomography, Leica, Fujifilm e outras, projetaram novos modelos e recursos em suas próprias tomadas de câmeras instantâneas.

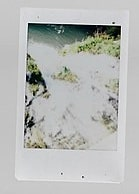
Foto de uma cachoeira tirada com uma câmera instantânea em Salinas Victoria

### Patentes
- Patente E.U.A. 1 559 795
- Patente E.U.A. 2 435 720 – Apparatus for exposing and processing photographic film